# Талса (футбольний клуб)
«Талса» (англ. FC Tulsa) — американський футбольний клуб з Талси, Оклахома, заснований у 2013 році. Виступає в USL. Домашні матчі приймає на стадіоні «ОНЕОК Філд», місткістю 7 833 глядачі.

## Історія

Логотип ФК «Талса Рафнекс» з 2014 по 2019 рік.

Клуб був заснований під назвою «Талса Рафнекс» (англ. Tulsa Roughnecks FC) Джеффом і Дейлом Габбардом, братами та співвласниками бейсбольної команди «Талса Дріллерз» 18 грудня 2013 року. З сезону 2015 року команда  стала виступати у Західній конференції United Soccer League.
Протягом сезонів 2017 та 2018 років «Талса Рафнекс» була фарм-клубом «Чикаго Файр» з MLS, але у січні 2019 року клуби припинили співпрацю.
4 грудня 2019 року клуб оголосив, що буде перейменований у «Талса», починаючи з сезону 2020.